# ブロンソン・サルディーニャ
ブロンソン・キヘイマハナオマウイアケオ・サルディーニャ（Bronson Kiheimahanaomauiakeo Sardinha , 1984年4月6日 - ）は、MLBデトロイト・タイガース傘下所属の外野手。アメリカ・ハワイ州ホノルル出身。右投左打。
「Kiheimahanaomauiakeo」という非常に長いミドルネームを持つ。ファーストネームの「ブロンソン」は、俳優のチャールズ・ブロンソンにちなんで名付けられた。
2人の兄も野球選手で、デイン・サルディーニャはデトロイト・タイガースのマイナーで捕手としてプレー、デューク・サルディーニャはコロラド・ロッキーズのマイナーで内野手としてプレーしている。

## 経歴
ホノルルのカメハメハ高校時代からアレックス・ロドリゲスがあこがれの選手だった。高校卒業時の2001年、ヤンキースからドラフト1巡目（全体34番目）で指名され契約。当初はマイナーリーグで遊撃手・三塁手をしていたがエラーが多くライトにコンバートされた。
2007年9月15日のボストン・レッドソックス戦で、ボビー・アブレイユに代わって8回裏からライトの守備に入りメジャーデビュー。ヤンキースのプレーオフ進出決定後の9月27日、タンパベイ・デビルレイズ戦で8番ライトで先発出場し、3回表にスコット・カズミアーからメジャー初ヒットを打った。

## 詳細情報

### 年度別打撃成績
| 年 度    | 球 団    | 試 合 | 打 席 | 打 数 | 得 点 | 安 打 | 二 塁 打 | 三 塁 打 | 本 塁 打 | 塁 打 | 打 点 | 盗 塁 | 盗 塁 死 | 犠 打 | 犠 飛 | 四 球 | 敬 遠 | 死 球 | 三 振 | 併 殺 打 | 打 率 | 出 塁 率 | 長 打 率 | O P S |
| -------- | -------- | ----- | ----- | ----- | ----- | ----- | -------- | -------- | -------- | ----- | ----- | ----- | -------- | ----- | ----- | ----- | ----- | ----- | ----- | -------- | ----- | -------- | -------- | ----- |
| 2007     | NYY      | 10    | 12    | 9     | 6     | 3     | 0        | 0        | 0        | 3     | 2     | 0     | 0        | 0     | 1     | 2     | 0     | 0     | 1     | 2        | .333  | .417     | .333     | .750  |
| MLB：1年 | MLB：1年 | 10    | 12    | 9     | 6     | 3     | 0        | 0        | 0        | 3     | 2     | 0     | 0        | 0     | 1     | 2     | 0     | 0     | 1     | 2        | .333  | .417     | .333     | .750  |